# Hình thái học sinh sản thực vật

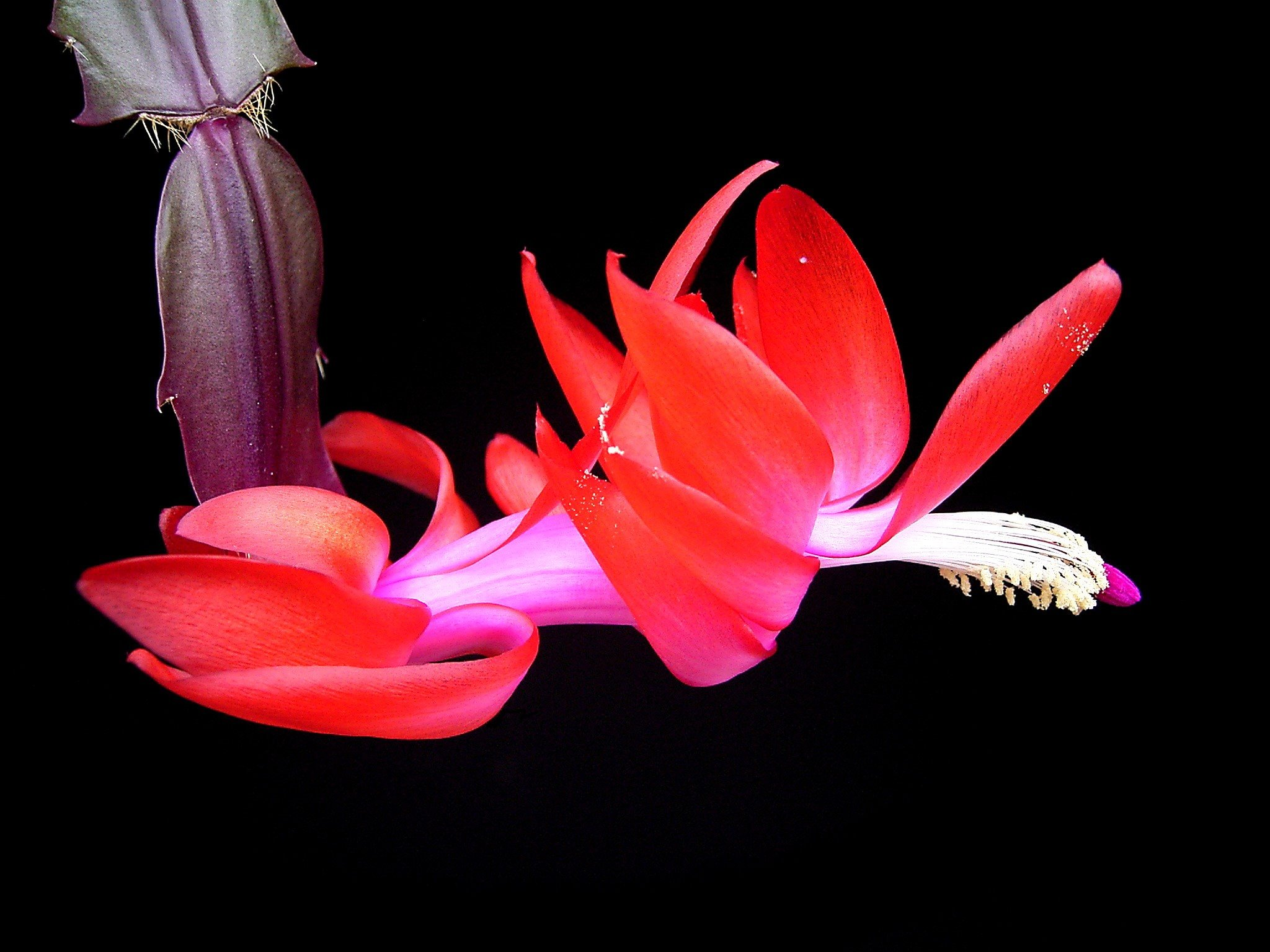
Ảnh chụp gần hoa của Schlumbergera, cho thấy một phần của bộ nhụy (có thể thấy đầu nhụy và vòi nhụy) và nhị bao quanh nó

Hình thái học sinh sản thực vật là ngành khoa học nghiên cứu hình dáng và cấu trúc vật lý (hình thái học) của những bộ phận của thực vật mà trực tiếp hoặc gián tiếp liên quan tới sinh sản hữu tính.
Trong số các sinh vật sống, Hoa, cấu trúc sinh sản của thực vật có hoa, là đa dạng về mặt vật lý nhất và cho thấy một sự đa dạng tương ứng trong phương thức sinh sản. Những thực vật mà không phải là thực vật có họa (tảo lục, rêu, rêu tản, rêu sừng, dương xỉ và thực vật hạt trần như là thông) cũng có sự ảnh hưởng lẫn nhau phức tạp giữa thích nghi về mặt hình thái và các yếu tố môi trường trong việc sinh sản của chúng. Hệ thống sinh sản, hay là cái cách mà tinh trùng từ một cây thụ tinh cho trứng của cây khác, phụ thuộc vào hình thái học sinh sản, và là yếu tố quyết định quan trọng duy nhất của cấu trúc di truyền của các quần thể thực vật dòng không vô tính. Christian Konrad Sprengel (1793) đã nghiên cứu sự sinh sản của thực vật có hoa và lần đầu tiên con người đã hiểu rằng quá trình thụ phấn có sự tham gia của cả tương tác sinh vật hoặc phi sinh vật. Giả thuyết của Charles Darwin về chọn lọc tự nhiên đã tận dụng công trình này để xây dựng nên giả thuyết tiến hóa, thứ bao gồm các phân tích về sự cùng tiến hóa của hoa và loài côn trùng thụ phấn cho loài hoa đó.